# Carl Froch
Carl Martin Froch (ur. 2 lipca 1977 w Nottingham) – angielski bokser, były mistrz świata federacji IBF oraz były zawodowy mistrz świata organizacji WBC w kategorii super średniej (do 168 funtów).

## Kariera amatorska
Jest dwukrotnym amatorskim mistrzem Anglii w kategorii średniej (1999 i 2002). W 2001 zdobył brązowy medal na mistrzostwach świata amatorów w Belfaście.

## Kariera zawodowa
Na zawodowstwo przeszedł w 2002. Był zawodowym mistrzem Wielkiej Brytanii i mistrzem Wspólnoty Brytyjskiej w kategorii super średniej. We wrześniu 2004 pokonał przez techniczny nokaut już w pierwszej rundzie Damona Hague. W maju 2006, w swojej dziewiętnastej walce, pokonał przez techniczny nokaut w jedenastej rundzie Briana Magee, który już w pierwszej rundzie leżał na deskach.
9 listopada 2007 odniósł zwycięstwo nad byłym mistrzem świata federacji WBC Robinem Reidem, który nie wyszedł do walki w szóstej rundzie, a wcześniej dwukrotnie był liczony.
6 grudnia 2008, w swojej dwudziestej czwartej walce, zdobył wakujący tytuł mistrza świata WBC, pokonując na punkty Jeana Pascala. 25 kwietnia 2009 roku pokonał przez techniczny nokaut w dwunastej, ostatniej rundzie Jermaina Taylora. Froch już w trzeciej rundzie był liczony i przegrywał całą walkę na punkty, jednak w ostatniej rundzie najpierw położył rywala na deski, a na czternaście sekund przed końcem pojedynku zdołał go znokautować, broniąc tym samym mistrzowskiego pasa.
Po tej walce wystartował w turnieju Super Six – pojedynku sześciu najlepszych pięściarzy w kategorii super średniej. 17 października 2009, w pierwszej walce z tego cyklu, pokonał po niejednogłośnej decyzji Andre Dirrella. Dirrell w dziesiątej rundzie został ukarany odjęciem jednego punktu za trzymanie. Punktacja pojedynku wynosiła 115–113, 115–112, 113–114. 24 kwietnia 2010 stoczył z Mikkelem Kesslerem kolejny pojedynek w ramach turnieju Super Six. Anglik przegrał jednogłośnie na punkty po zaciętym i wyrównanym pojedynku, tracąc na rzecz Duńczyka tytuł mistrza świata WBC. 27 listopada 2010 Carl Froch stanął do pojedynku z Arthurem Abrahamem w ramach turnieju Super Six a stawką tego pojedynku był wakujący pas WBC. Froch przez cały pojedynek kontrolował przebieg walki i wygrał wysoko na punkty 119-109 oraz dwukrotnie 120-108. 4 czerwca w półfinale zmierzył się z doświadczonym Glenem Johnsonem pokonując go na punkty w stosunku dwa do remisu i awansując do finału Super Six. 17 grudnia 2011 w finale turnieju uległ jednogłośną decyzją Andre Wardowi tracąc pas WBC. 26 maja 2012 pokonał przez techniczny nokaut w piątej rundzie Luciana Bute zdobywając pas mistrzowski federacji IBF.
17 listopada 2012 w obronie tytułu IBF, Froch zmierzył się z Amerykaninem Yusafem Mackiem. Anglik wygrał ten pojedynek przez nokaut w trzeciej rundzie. W kolejnej walce (25 maja 2013 roku) Froch zmierzy się w pojedynku rewanżowym z Mikkelem Kesslerem.
23 listopada 2013 w Manchesterze, Anglik pokonał przez techniczny nokaut w dziewiątej rundzie rodaka George’a Grovesa, broniąc pasy mistrza świata organizacji WBA i IBF w wadze junior półciężkiej.
31 maja 2014 w Londynie w rewanżu, Froch po raz drugi pokonał George’a Grovesa. Pojedynek zakończył się nokautem w ósmej rundzie.
3 lutego 2015 Froch zrzekł się tytułu IBF, a w maju w związku z jego nieaktywnością został pozbawiony pasa WBA przez władze tej federacji.
W lipcu 2015 ogłosił oficjalnie, że zakończył karierę bokserską.